# Sonet 109 (William Szekspir)

Pierwszy przekład sonetu 109 na język polski przez Konstantego Piotrowskiego z 1836 roku.

O! never say that I was false of heart,

Though absence seem'd my flame to qualify,

As easy might I from my self depart

As from my soul which in thy breast doth lie:

That is my home of love: if I have rang'd,

Like him that travels, I return again;

Just to the time, not with the time exchang'd,

So that myself bring water for my stain.

Never believe though in my nature reign'd,

All frailties that besiege all kinds of blood,

That it could so preposterously be stain'd,

To leave for nothing all thy sum of good;

For nothing this wide universe I call,

Save thou, my rose, in it thou art my all.

Nie mów, że fałsz mam w sercu, choć inaczej

Ma nieobecność świadczy o miłości —

Odszedłbym siebie, to albowiem znaczy

Odejść swą duszę, co w piersi twej gości.

Choćbym żeglował najmylniejszą drogą,

Do tej przystani wracać będę zawsze,

Przypadki czasu zmienić mnie nie mogą,

Wody przyniosę sam, by i najkrwawsze

Zmazać przewiny!... Grzechów lik, prawdziwie,

Oblega dzisiaj może żyły wrzące,

Ale błąd taki w sercu mem nie żywie,

Bym dla niczego rzucił dóbr tysiące,

Wszystko, co spotkam, jest dla mnie bez treści,

W tobie, ma różo, mój wszechświat się mieści.

Sonet 109 (incipit ONeuer ſay that I was falſe of heart) – jeden z cyklu 154 sonetów autorstwa Williama Szekspira. Po raz pierwszy został opublikowany w 1609 roku.
Sonet 109 tak jak 110 odnosi się do czasu dobrowolnego odsunięcia się od ukochanego i może być traktowany jako poetyckie tłumaczenie napisane tak aby uzyskać oczekiwany efekt przebaczenia.

## Treść
W sonecie tym podmiot liryczny, przez niektórych badaczy utożsamiany z autorem, odpowiada na zarzuty zdrady ukochanego tłumacząc, że są to tylko powierzchowne wydarzenia, a prawdziwą różą jego życia jest tylko on. 
Wersy 3-4 nawiązują do Listu do Efezian (Ef 1,5) oraz do słów liturgii sakramentu małżeństwa, że zakochani są jednym ciałem.  W całym sonecie przewija się duża (w stosunku do rozmiaru sonetu) liczba określeń (9) krążących wokół podmiotu lirycznego. 
Natomiast róża w wersie 14 jest symbolem doskonałości, a ponieważ jest używana zwykle w odniesieniu do płci pięknej (w przeciwieństwie do tulipana, używanego w odniesieniu do mężczyzn), co pozwala na interpretację, że ten sonet jest adresowany do kobiety. Jednakże u Szekspira, w tragedii Hamlet, określenie to pada również w odniesieniu do mężczyzny (Ofelia mówi do Hamleta ang. rose of fair state). 
Wzmianki o winie podmiotu lirycznego znajdują się również w sonetach 36, 37, 117 oraz  118.

## Polskie przekłady
| 1836 |  | Nie mniemaj nigdy o mnie żem ja przeniewierca,     |  | Konstanty Piotrowski | [ 16 ] |
| 1850 |  | Nie mniemaj nigdy o mnie że ja przeniewierca,      |  | Konstanty Piotrowski | [ 17 ] |
| 1907 |  | Nie mów, że fałsz mam w sercu, choć inaczej        |  | Jan Kasprowicz       | [ 18 ] |
| 1911 |  | O, nigdy, nigdy nie mów, że fałsz w sercu miałem,  |  | Bogusław Butrymowicz | [ 19 ] |
| 1913 |  | O, nie mów nigdy, żem sercem fałszywy,             |  | Maria Sułkowska      | [ 20 ] |
| 1922 |  | Nie mów, że fałsz mam w sercu, choć inaczej        |  | Jan Kasprowicz       | [ 4 ]  |
| 1948 |  | O, nigdy tego nie mów, żem ja przeniewierca        |  | Władysław Tarnawski  | [ 21 ] |
| 1968 |  | Nie mów nigdy, że miłość ma była fałszywa          |  | Marian Hemar         | [ 22 ] |
| 1979 |  | O, nie mów, że me serce fałsz odwrócił             |  | Maciej Słomczyński   | [ 23 ] |
| 2011 |  | O, nie mów, żem cię zdradził; choćby ci się zdało, |  | Stanisław Barańczak  | [ 8 ]  |
| 2015 |  | Och, nie mów, że me serce fałsz skrywało           |  | Ryszard Długołęcki   | [ 24 ] |